# Show Champion
Show Champion (Hangul: 쇼 챔피언) – południowokoreański program muzyczny nadawany w stacji MBC M. Emitowany jest na żywo w każdą środę od 19:00 do 20:30 KST. Od 2015 roku jest nadawany ze studia Ilsan Dream Center w Ilsanie (Seul).
W 2017 roku nastąpiła kolejna zmiana w systemie punktacji Champion Song, kryteriami są sprzedaż cyfrowa (40%), sprzedaż fizyczna (10%), głosowanie online Melon (20%), ocena eksperta / profesjonalnego jurora (15%), Broadcast Score (15%).

## Oficjalni prowadzący
- Shindong (14 lutego 2012 – 25 grudnia 2012)
- Kim Kyung-jin (prezenter Hot Issue; 14 lutego 2012 – 25 grudnia 2012)
- Ham Eun-jung (30 stycznia 2013 – 28 sierpnia 2013)
- Amber (30 stycznia 2013 – 18 grudnia 2013)
- Kang-in (8 stycznia 2014 – 31 grudnia 2014)
- Doyoung (21 stycznia 2015 – 1 lipca 2015)
- Jaehyun (21 stycznia 2015 – 1 lipca 2015)
- Kim Shin-young (od 8 lipca 2015)

## Zwycięzcy Champion Song

### 2012
| Lista zwycięzców |
| --- |
| - 02.21 – FTISLAND1. – „Severely”1. - 02.28 – miss A1. – „Touch”1. Luty Marzec - 03.06 – miss A2. – „Touch”2. - 03.13 – John Park1. – „Falling”1. - 03.20 – 2AM1. – „I Wonder If You Hurt Like Me”1. - 03.27 – SHINee1. – „Sherlock (Clue + Note)”1. Kwiecień - 04.03 – SHINee2. – „Sherlock (Clue + Note)”2. - 04.10 – CNBlue1. – „Hey You”1. - 04.17 – 4minute1. – „Volume Up”1. - 04.24 – 4minute2. – „Volume Up”2. Maj - 05.01 – SISTAR1. – „Alone”1. - 05.08 – Girls’ Generation-TTS1. – „Twinkle”1. - 05.15 – Girls’ Generation-TTS2. – „Twinkle”2. - 05.22 – Girls’ Generation-TTS3. – „Twinkle”3. - 05.29 – brak programu Czerwiec - 06.05 – Infinite1. – „The Chaser”1. - 06.12 – Wonder Girls1. – „Like This”1. - 06.19 – Wonder Girls2. – „Like This”1. - 06.26 – f(x)1. – „Electric Shock”1. Lipiec - 07.03 – f(x)2. – „Electric Shock”2. - 07.10 – Super Junior1. – „Sexy, Free & Single”1. - 07.17 – Super Junior2. – „Sexy, Free & Single”2. - 07.24 – Super Junior3. – „Sexy, Free & Single”3. - 07.31 – brak programu Sierpień - 07.31 – brak programu - 07.31 – BoA1. – „Only One”1. - 07.31 – BEAST1. – „Beautiful Night”1. - 07.31 – Kara1. – „Pandora”1. Od 4 września 2012 do 30 stycznia 2013 ranking nie był prowadzony. |

### 2013
| Lista zwycięzców |
| --- |
| Styczeń - 01.30 – CNBlue2. – „I’m Sorry”1. Luty - 02.06 – CNBLUE3. – „I’m Sorry”2. - 02.13 – CNBLUE4. – „I’m Sorry”3. - 02.20 – SISTAR193. – „Gone Not Around Any Longer”1. - 02.27 – SHINee3. – „Dream Girl”1. Marzec - 03.06 – SHINee4. – „Dream Girl”2. - 03.13 – SHINee5. – „Dream Girl”3. - 03.20 – SHINee6. – „Dream Girl”4. - 03.27 – 2AM2. – „One Spring Day”1. Kwiecień - 04.03 – Infinite2. – „Man In Love”1. - 04.10 – Davichi1. – „Turtle”1. - 04.17 – K.Will1. – „Love Blossom”1. - 04.24 – K.Will2. – „Love Blossom”2. Maj - 05.01 – Cho Yong-pil1. – „Hello”1. - 05.08 – 4minute3. – „What’s Your Name?”1. - 05.15 – 4minute4. – „What’s Your Name?”2. - 05.22 – 4minute5. – „What’s Your Name?”3. - 05.29 – Shinhwa1. – „This Love”1. Czerwiec - 06.05 – Shinhwa2. – „This Love”2. - 06.12 – Lee Hyori1. – „Bad Girls”1. - 06.19 – EXO1. – „Wolf”1. - 06.26 – SISTAR1. – „Give It to Me”1. Lipiec - 07.03 – <Mid-Year Special – No Chart> - 07.10 – Dynamic Duo1. – „BAAAM”1. - 07.17 – Apink1. – „NoNoNo”1. - 07.24 – Ailee1. – „U&I”1. - 07.31 – INFINITE3. – „Destiny”1. Sierpień - 08.07 – f(x)3. – „Rum Pum Pum Pum”1. - 08.14 – <MBC Show Champion Sokcho Festival – No Chart> - 08.21 – EXO2. – „Growl”1. - 08.28 – EXO3. – „Growl”1. Wrzesień - 09.07 – EXO4. – „Growl”1. - 09.14 – TEEN TOP1. – „Rocking”1. - 09.21 – Kara2. – „Damaged Lady”1. - 09.28 – 3. – „Damaged Lady”2. Październik - 10.02 – brak rankingu i zwycięzcy - 10.09 – Busker Busker1. – „Love, at first”1. - 10.16 – IU1. – „The Red Shoes”1. - 10.23 – SHINee7. – „Everybody”1. - 10.30 – SHINee8. – „Everybody”2. Listopad - 11.06 – Trouble Maker1. – „Now”1. - 11.13 – brak rankingu i zwycięzcy - 11.20 – Trouble Maker2. – „Now”2. - 11.27 – brak rankingu i zwycięzcy Grudzień - 12.04 – Hyolyn1. – „One Way Love”1. - 12.11 – brak rankingu i zwycięzcy - 12.18 – EXO5. – „Miracles in December”1. - 12.25 – brak rankingu i zwycięzcy |

### 2014
| Lista zwycięzców |
| --- |
| Styczeń - 01.01 – brak rankingu i zwycięzcy - 01.08 – Girl’s Day1. – „Something”1. - 01.15 – Ailee2. – „Singing Got Better”1. - 01.22 – B1A41. – „Lonely”1. - 01.29 – B1A42. – „Lonely”2. Luty - 02.05 – B1A43. – „Lonely”3. - 02.12 – B.A.P1. – „1004 (Angel)”1. - 02.19 – Soyou1. & JunggiGo1. – „Some”1. - 02.26 – brak rankingu i zwycięzcy Marzec - 03.05 – CNBlue5. – „Can’t Stop”1. - 03.12 – Girls’ Generation1. – „Mr.Mr.”1. - 03.19 – <Show Champion 100th Episode Special> Girls’ Generation2. – „Mr.Mr.”2. - 03.26 – brak rankingu i zwycięzcy Kwiecień - 04.02 – brak rankingu i zwycięzcy - 04.09 – Apink2. – „Mr. Chu”1. - 04.16 – Mad Clown1. & Hyolyn2. – „Without You”1. - 04.23 – brak rankingu i zwycięzcy - 04.30 – brak rankingu i zwycięzcy Maj - 03.07 – brak rankingu i zwycięzcy - 03.14 – EXO-K1. – „Overdose”1. - 03.21 – Wheesung1. – „Night and Day”1. - 03.28 – Infinite4. – „Last Romeo”1. Czerwiec - 06.04 – INFINITE5. – „Last Romeo”1. - 06.11 – VIXX1. – „Eternity”1. - 06.18 – brak rankingu i zwycięzcy - 06.25 – brak rankingu i zwycięzcy Lipiec - 07.02 – BEAST1. – „Good Luck”1. - 07.09 – K.Will3. – „'Day 1”1. - 07.16 – f(x)4. – „Red Light”1. - 07.23 – B1A44. – „Solo Day”1. - 07.30 – Girl’s Day2. – „Darling”1. Sierpień - 08.06 – HyunA1. – „Red”1. - 08.13 – HyunA2. – „Red”2. - 08.20 – Block B1. – „H.E.R”1. - 08.27 – Kara4. – „Mamma Mia”1. Wrzesień - 09.03 – SISTAR3. – „I Swear”1. - 09.10 – Super Junior4. – „MAMACITA”1. - 09.17 – Super Junior5. – „MAMACITA”2. - 09.24 – TEEN TOP2. – „Missing”1. Październik - 10.01 – brak rankingu i zwycięzcy - 10.08 – brak rankingu i zwycięzcy - 10.15 – Ailee3. – „Don’t Touch Me”1. - 10.22 – VIXX2. – „Error”1. - 10.29 – BEAST3. – „12:30”1. Listopad - 11.05 – brak rankingu i zwycięzcy - 11.12 – brak rankingu i zwycięzcy - 11.19 – AOA1. – „Like A Cat”1. - 11.26 – Kyuhyun1. – „At Gwanghwamun”1. Grudzień - 12.03 – brak rankingu i zwycięzcy - 12.10 – brak rankingu i zwycięzcy - 12.17 – brak rankingu i zwycięzcy - 12.24 – brak rankingu i zwycięzcy - 12.31 – brak rankingu i zwycięzcy |

### 2015
| Lista zwycięzców |
| --- |
| Styczeń - 01.07 – brak rankingu i zwycięzcy - 01.14 – brak rankingu i zwycięzcy - 01.21 – Kim Jong-hyun1. – „Deja-Boo”1. - 01.28 – Mad Clown2. – „Fire”1. Luty - 02.04 – Jung Yong-hwa1. – „One Fine Day”1. - 02.11 – Zion.T1. & Crush1. – „Just”1. - 02.18 – 4minute7. – „Crazy”1. - 02.25 – 4minute8. – „Crazy”2. Marzec - 03.04 – VIXX3. – „Love Equation”1. - 03.11 – Shinhwa3. – „Sniper”1. - 03.18 – Shinhwa4. – „Sniper”1. - 03.25 – Minah1. – „I Am a Woman Too”1. Kwiecień - 04.01 – Red Velvet1. – „Ice Cream Cake”1. - 04.08 – EXO6. – „Call Me Baby”1. - 04.15 – EXO7. – „Call Me Baby”2. - 04.22 – EXO8. – „Call Me Baby”3. - 04.29 – EXID1. – „Ah Yeah”1. Maj - 05.06 – EXID2. – „Ah Yeah”2. - 05.13 – BTS1. – „I Need U”1. - 05.20 – BIGBANG1. – „Loser (singel Big Bangu)”1. - 05.27 – SHINee9. – „View”1. Czerwiec - 06.03 – brak rankingu i zwycięzcy - 06.10 – EXO9. – „Love Me Right”1. - 06.17 – EXO10. – „Love Me Right”2. - 06.24 – EXO11. – „Love Me Right”3. Lipiec - 07.01 – AOA2. – „Heart Attack”1. - 07.08 – SISTAR4. – „Shake It”1. - 07.15 – Girls’ Generation3. – „Party”1. - 07.22 – Infinite6. – „Bad”1. - 07.29 – Apink3. – „Remember”1. Sierpień - 08.05 – BEAST4. – „YeY”1. - 08.12 – SHINee10. – „Married to the Music”1. - 08.19 – B1A45. – „Sweet Girl”1. - 08.26 – Girls’ Generation4. – „Lion Heart”1. Wrzesień - 09.02 – brak rankingu i zwycięzcy - 09.09 – brak rankingu i zwycięzcy - 09.16 – Red Velvet2. – „Dumb Dumb”1. - 09.23 – CNBlue6. – „Cinderella”1. - 09.30 – <No Chart and Winner – KMF 2015 Special w Jokohamie, Japonia> Październik - 10.01 – Ailee4. – „Mind Your Own Business”1. - 10.08 – Taeyeon1. – „I”1. - 10.15 – BTOB1. – „Way Back Home”1. - 10.22 – <No Chart and Winner – Incheon K-Pop Concert> Listopad - 11.04 – brak rankingu i zwycięzcy - 11.11 – brak rankingu i zwycięzcy - 11.18 – VIXX4. – „Chained Up”1. - 11.25 – EXID3. – „Hot Pink”1. Grudzień - 12.02 – Dynamic Duo2. – „Jam”1. - 12.09 – BTS2. – „Run”1. - 12.16 – BTS3. – „Run”2. - 12.23 – <MBC Show Champion 2015 Awards – brak rankingu> - 12.30 – brak rankingu i zwycięzcy |

### 2016
| Lista zwycięzców |
| --- |
| Styczeń - 01.06 – brak rankingu i zwycięzcy - 01.13 – brak rankingu i zwycięzcy - 01.20 – brak rankingu i zwycięzcy - 01.27 – Crush2. – „Don’t Forget” (feat. Taeyeon)1. Luty - 02.03 – GFRIEND1. – „Rough”1. - 02.10 – brak rankingu i zwycięzcy - 02.17 – GFRIEND2. – „Rough”2. - 02.24 – GFRIEND3. – „Rough”3. Marzec - 03.02 – Taemin1. – „Press Your Number”1. - 03.09 – Mamamoo1. – „You’re The Best”1. - 03.16 – Mamamoo2. – „You’re The Best”2. - 03.23 – Red Velvet1. – „One of These Nights”1. - 03.30 – brak rankingu i zwycięzcy Kwiecień - 04.06 – BTOB2. – „Remember That”1. - 04.13 – CNBlue7. – „You’re So Fine”1. - 04.20 – Block B2. – „Toy”1. - 04.27 – VIXX5. – „Dynamite”1. Maj - 05.04 – SEVENTEEN1. – „Pretty U”1. - 05.11 – SEVENTEEN2. – „Pretty U”2. - 05.18 – Tiffany1. – „I Just Wanna Dance”1. - 05.25 – AOA3. – „Good Luck”1. Czerwiec - 06.01 – Jonghyun2. – „She Is”1. - 06.08 – EXID4. – „L.I.E.”1. - 06.15 – brak rankingu i zwycięzcy - 06.22 – EXO12. – „Monster”1. - 06.29 – SISTAR5. – „I Like That”1. Lipiec - 07.02 – SISTAR6. – „I Like That”2. - 07.09 – BEAST5. – „Ribbon”1. - 07.16 – GFRIEND4. – „Navillera”1. - 07.23 – brak rankingu i zwycięzcy Sierpień - 08.03 – brak rankingu i zwycięzcy - 08.10 – GFRIEND5. – „Navillera”2. - 08.17 – I.O.I1. – „Whatta Man”1. - 08.24 – VIXX6. – „Fantasy”1. - 08.31 – EXO13. – „Lotto”1. Wrzesień - 09.07 – brak rankingu i zwycięzcy - 09.14 – brak rankingu i zwycięzcy (Show Champion w Manili) - 09.21 – Red Velvet4. – „Russian Roulette”1. - 09.28 – Im Chang-jung1. – „The Love That I Committed”1. Październik - 10.05 – brak rankingu i zwycięzcy (DMC Festival 2016 Telecast) - 10.12 – brak rankingu i zwycięzcy (DMC Festival 2016 Telecast) - 10.19 – BTS4. – „Blood Sweat & Tears”1. - 10.26 – I.O.I2. – „Very Very Very”1. Listopad - 11.02 – TWICE1. – „TT”1. - 11.09 – brak rankingu i zwycięzcy - 11.16 – brak rankingu i zwycięzcy - 11.23 – brak rankingu i zwycięzcy - 11.30 – Kim Se-jeong1. – „Flower Way”1. Grudzień - 12.07 – brak rankingu i zwycięzcy - 12.14 – B1A46. – „A Lie”1. - 12.21 – SEVENTEEN3. – „Boom Boom”1. - 12.28 – brak rankingu i zwycięzcy |

### 2017
| Lista zwycięzców |
| --- |
| Styczeń - 01.04 – brak rankingu i zwycięzcy - 01.11 – brak rankingu i zwycięzcy - 01.18 – AOA4. – „Excuse Me”1. - 01.25 – AOA5. – „Excuse Me”2. Luty - 02.01 – brak rankingu i zwycięzcy - 02.08 – Red Velvet5. – „Rookie”1. - 02.15 – Red Velvet6. – „Rookie”2. - 02.22 – BTS5. – „Spring Day”1. Marzec - 03.01 – brak rankingu i zwycięzcy - 03.08 – TWICE2. – „Knock Knock”1. - 03.15 – BTOB3. – „Movie”1. - 03.22 – GOT71. – „Never Ever”1. - 03.29 – HIGHLIGHT6. – „Plz Don’t Be Sad”1. Kwiecień - 04.05 – Girl’s Day3. – „I’ll Be Yours”1. - 04.12 – IU2. – „Through The Night”1. - 04.19 – Jung Eun-ji1. – „The Spring”1. - 04.26 – EXID5. – „Night Rather Than Day”1. Maj - 05.03 – brak rankingu i zwycięzcy - 05.10 – brak rankingu i zwycięzcy - 05.17 – IU1. – „Palette”1. - 05.24 – TWICE3. – „Signal”1. - 05.31 – TWICE4. – „Signal”2. Czerwiec - 06.07 – SEVENTEEN4. – „Don’t Wanna Cry”1. - 06.14 – SEVENTEEN5. – „Don’t Wanna Cry”2. - 06.21 – G-Dragon1. – „Untitled, 2014”1. - 06.28 – Mamamoo3. – „Yes I Am”1. Lipiec - 07.05 – Apink4. – „Five”1. - 07.12 – Apink5. – „Five”2. - 07.19 – Red Velvet7. – „Red Flavor”1. - 07.26 – EXO14. – „Ko Ko Bop”1. Sierpień - 08.02 – EXO15. – „Ko Ko Bop”2. - 08.09 – GFRIEND6. – „Love Whisper”1. - 08.16 – Wanna One1. – „Energetic”1. - 08.23 – Wanna One2. – „Energetic”2. - 08.30 – Wanna One3. – „Energetic”3. Wrzesień - 09.06 – Sunmi1. – „Gashina”1. - 09.13 – EXO16. – „Power”1. - 09.20 – brak rankingu i zwycięzcy - 09.27 – BTS6. – „DNA”1. Październik - 10.04 – brak rankingu i zwycięzcy - 10.11 – brak rankingu i zwycięzcy - 10.18 – brak rankingu i zwycięzcy - 10.25 – BTOB4. – „Missing You”1. Listopad - 11.01 – BTOB5. – „Missing You”2. - 11.08 – TWICE5. – „Likey”1. - 11.15 – SEVENTEEN6. – „Clap”1. - 11.22 – Wanna One4. – „Beautiful”1. - 11.29 – brak rankingu i zwycięzcy Grudzień - 12.06 – brak rankingu i zwycięzcy - 12.13 – brak rankingu i zwycięzcy - 12.20 – brak rankingu i zwycięzcy - 12.27 – brak rankingu i zwycięzcy |

### 2018
| Lista zwycięzców |
| --- |
| Styczeń - 01.03 – brak rankingu i zwycięzcy - 01.10 – brak rankingu i zwycięzcy - 01.17 – Infinite7. – „Tell Me”1. - 01.24 – Oh My Girl1. – „Secret Garden”1. - 01.31 – Momoland1. – „Bboom Bboom”1. Luty - 02.07 – Red Velvet8. – „Bad Boy”1. - 02.14 – SEVENTEEN1. – „Thanks”1. - 02.21 – brak rankingu i zwycięzcy - 02.28 – brak rankingu i zwycięzcy Marzec - 03.07 – iKON1. – „Love Scenario”1. - 03.14 – Mamamoo4. – „Starry Night”1. - 03.21 – Wanna One5. – „I Promise You (I.P.U.)”1. - 03.28 – Wanna One6. – „Boomerang”1. Kwiecień - 04.04 – Wanna One7. – „Boomerang”2. |